# Reiner Meutsch
Reiner Meutsch (* 12. Juni 1955 in Kroppach, Westerwald) ist Mitgründer und früherer Geschäftsführer des Reiseveranstalters Berge & Meer. Er moderiert seit den 1980er Jahren die Radiosendung Mein Abenteuer auf Radio RPR1. Die von ihm gegründete Stiftung FLY & HELP hat bereits über 900 Schulen in Entwicklungsländern aufgebaut.

## Leben
Reiner Meutsch wurde als Sohn eines Busunternehmers geboren. Nach einer Verwaltungslehre arbeitete er zunächst als Angestellter beim Landratsamt und ging anschließend zur Bundeswehr. Mit 19 Jahren holte ihn sein Vater heim ins Busgeschäft, das er gemeinsam mit seinem älteren Bruder ausbaute. Parallel begann er seine Karriere als Radiomoderator der sonntäglichen Sendung Mein Abenteuer beim Privatsender RPR1.
Mit 33 Jahren wollte Reiner Meutsch vom Bus- ins Fluggeschäft wechseln, stieg aus dem elterlichen Betrieb aus und baute mit seinem Geschäftspartner Klaus Scheyer den Reiseveranstalter Berge & Meer zum deutschen Marktführer im Direktvertrieb von Reisen aus.
Reiner Meutsch ließ sich mit fast 50 Jahren zum Piloten ausbilden und startete im Jahr 2010 zu einer zehnmonatigen Weltumrundung im Kleinflugzeug durch 77 Länder. Er war der zehnte Deutsche, dem eine solche Weltumrundung gelang. Vor Beginn der Reise gründete er die „Reiner Meutsch Stiftung FLY & HELP“ und förderte und besuchte während der Weltumrundung fünf Bildungsprojekte in Entwicklungsländern. Bis heute entstanden über 900 Schulen für 190.000 Kinder weltweit.
Reiner Meutsch ist Vater von zwei erwachsenen Töchtern.

## Auszeichnungen
- 2003: Manager des Jahres (Zeitschrift FOCUS)[4]
- 2006: seit 2016 „Botschafter des Westerwaldes“[5]
- 2010: Persönlichkeitsauszeichnung „Mit Ecken und Kanten“[6]
- 2011: SWR-TV-Auszeichnung „Held des Alltags“
- 2015: Lifetime Award des Travel Industry Clubs[7]
- 2017: Ehrenpreis für sein Lebenswerk: „Goldene Sonne“[8]
- September 2020: Verdienstkreuz am Bande der Bundesrepublik Deutschland[9]
- 2024: Konrad-Adenauer-Gedenkplakette[10]

## TV-Präsenz
- n-tv-Serie Abenteuer Weltreise
- gewählt zur Nummer 1 bei der RTL-Show Die 25 abgefahrensten Wege, das Leben neu zu leben[11]
- mehrere Berichte über Reiner Meutsch in der VOX-Sendung Goodbye Deutschland
- Weitere Beispiele[12]

## Bücher
- Abenteuer Weltumrundung Eigenverlag Prime Promotion, Kroppach, Erstauflage Nov. 2020, ISBN 978-3-00-032383-6.[13]
- KINDERLACHEN – Vom Glück, lernen zu dürfen' Eigenverlag Prime Promotion, Kroppach, Erstauflage September 2019, ISBN 978-3-00-063318-8.[14]